# 俄羅斯閱兵列表

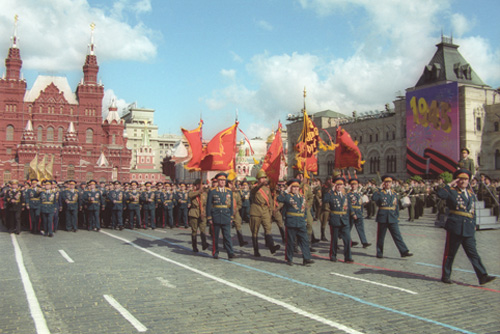
2000年5月9日俄罗斯纪念苏联卫国战争胜利55周年阅兵式场景：二战老兵通过莫斯科红场

本條目列舉俄羅斯主要閱兵儀式。

## 陸上閱兵
- 1995年5月9日俄罗斯纪念苏联卫国战争胜利50周年阅兵式。各国元首参加，一天内分别在莫斯科红场和莫斯科俯首山胜利广场举行了隆重的卫国战争老兵纪念阅兵式和俄罗斯武装力量军事阅兵式两场阅兵式。俄罗斯总统叶利钦在列宁墓上发表演讲并检阅部队。
- 1996年5月9日俄罗斯纪念苏联卫国战争胜利51周年阅兵式。俄罗斯总统叶利钦在列宁墓上发表演讲并检阅部队。重武器装备没能允许参加阅兵，可能是由于车臣战争需要大量重武器的缘故，直到2008年才恢复武器重装备的检阅。阅兵徒步方阵的规模也较苏联时期有所减小，直到2009年才恢复苏联时期的阅兵徒步方阵规模。
- 1997年5月9日俄罗斯纪念苏联卫国战争胜利52周年阅兵式。俄罗斯总统叶利钦在列宁墓前的临时检阅台上发表演讲并检阅部队。
- 1998年5月9日俄罗斯纪念苏联卫国战争胜利53周年阅兵式。俄罗斯总统叶利钦在列宁墓前的临时检阅台上发表演讲并检阅部队。
- 1999年5月9日俄罗斯纪念苏联卫国战争胜利54周年阅兵式。俄罗斯总统叶利钦在列宁墓前的临时检阅台上发表演讲并检阅部队。
- 2000年5月9日俄罗斯纪念苏联卫国战争胜利55周年阅兵式。独联体各国的卫国战争老兵参加阅兵式，老兵队伍按二战时的编制，迈着整齐的正步率先走过红场。剛上任的俄罗斯总统普京在列宁墓前的临时检阅台上首次发表演讲并检阅了部队。之后数十个军人徒步方队正步走过列宁墓前的检阅台。
- 2001年5月9日俄罗斯纪念苏联卫国战争胜利56周年阅兵式。普京总统在列宁墓前的临时检阅台上发表演讲并检阅了部队。之后数十个军人徒步方队正步走过列宁墓前的检阅台。
- 2002年5月9日俄罗斯纪念苏联卫国战争胜利57周年阅兵式。普京总统在列宁墓前的临时检阅台上发表演讲并检阅了部队。之后数十个军人徒步方队正步走过列宁墓前的检阅台。
- 2003年5月9日俄罗斯纪念苏联卫国战争胜利58周年阅兵式。普京总统在列宁墓前的临时检阅台上发表演讲并检阅了部队。之后数十个军人徒步方队正步走过列宁墓前的检阅台。
- 2004年5月9日俄罗斯纪念苏联卫国战争胜利59周年阅兵式。普京总统在列宁墓前的临时检阅台上发表演讲并检阅了部队。之后数十个军人徒步方队正步走过列宁墓前的检阅台。
- 2005年5月9日俄罗斯纪念苏联卫国战争胜利60周年阅兵式。各国元首参加，在莫斯科红场举办了隆重的卫国战争老兵和现代俄罗斯军人参加的阅兵式。这是俄罗斯自苏联解体以来最大型的纪念阅兵，花费也较往年高昂。

- 出席阅兵领导人：50多个国家的领导人；
- 媒体记者：5300多名俄罗斯国内外记者；
- 观看阅兵式人数：8000多人；
- 观看阅兵式老兵人数：1500多人，其中500人来自独联体的其他国家；
- 莫斯科值勤警察：20000多名警察上街值勤巡逻；
- 出动飞机：40多架战机和武装直升机承担巡逻警备任务。
- 阅兵耗资：为准备这次阅兵活动，俄罗斯联邦政府总共花费了60亿卢布（约合2.14亿美元）

- 2005年11月7日俄罗斯纪念苏联1941年11月7日红场阅兵举行64周年阅兵式。这是俄罗斯首次在11月7日举行红场阅兵式，只不过纪念的主题已经由苏联时期的十月革命节换成了军人荣誉日和纪念苏联1941年11月7日红场阅兵举行日。莫斯科市政府领导和老兵代表在列宁墓前的临时检阅台上检阅了部队。2005年修订的联邦法律《俄罗斯军人荣誉日和纪念日》的规定，从2005年起，11月7日重新被当作十月革命节（现称为十月革命日）来庆祝，但这一天首次不再是休息日。该法律还将11月7日定为军人荣誉日。可是不少媒体起初误认为这是纪念十月革命的阅兵，后来俄罗斯军方和莫斯科市政府出面澄清，才抹平了误传。事实上俄罗斯在11月7日的阅兵主要是纪念性质的，近几次11月7日阅兵并没有重现苏联时期大规模隆重的军事检阅。
- 2006年5月9日俄罗斯纪念苏联卫国战争胜利61周年阅兵式。俄罗斯普京总统在列宁墓前的临时检阅台上发表演讲并检阅了部队。在数十个军人徒步方队正步走过列宁墓前的检阅台之后，俄罗斯莫斯科卫戍区仪仗队和莫斯科卫戍区军乐团进行了精彩的队列和军乐表演。
- 2006年11月7日俄罗斯纪念苏联1941年11月7日红场阅兵举行65周年阅兵式。莫斯科市政府在红场举行的阅兵式，700名卫国战争退伍军人参加了这一活动，其中包括65名参加过1941年阅兵的老战士。
- 2007年5月9日俄罗斯纪念苏联卫国战争胜利62周年阅兵式。俄罗斯普京总统任期内的最后一次红场阅兵，俄罗斯普京总统在列宁墓前的临时检阅台上发表演讲并检阅了部队。在数十个军人徒步方队正步走过列宁墓前的检阅台之后，按照惯例俄罗斯莫斯科卫戍区仪仗队和莫斯科卫戍区军乐团还进行了精彩的队列和军乐表演。这次阅兵是俄罗斯最后一次没有重装备参加的红场阅兵，也是俄军更换新军装和新部队旗帜前受阅部队最后一次着旧军装并全部持苏联时期部队军旗的阅兵。2007年之后俄在红场阅兵恢复了重装备参加阅兵，苏联时期的大型队列的形式也得以恢复，并换着了参阅人员新式军服与新式部队军旗，苏联时期的部队军旗只作为荣誉之展示而部分参加以后的阅兵。
- 2007年11月7日俄罗斯纪念苏联1941年11月7日红场阅兵举行66周年阅兵式。莫斯科市政府在红场举行的阅兵式，700名卫国战争退伍军人参加了这一活动，其中包括65名参加过1941年阅兵的老战士。阅兵式之后，老战士们在国家模范大剧院举行盛大的集会。
- 2008年5月9日俄罗斯纪念苏联卫国战争胜利63周年阅兵式。苏联解体17年后俄罗斯首次在莫斯科红场举办有重装备参加受阅的阅兵式，恢复了苏联时期胜利日红场阅兵的军用武器重装备检阅。新任俄罗斯总统梅德韦杰夫和新任总理普京（前总统）在列宁墓前的临时检阅台上发表演讲并检阅了部队。在数十个军人徒步方队正步走过列宁墓前的检阅台之后100多台坦克、装甲车、自走炮、防空车、火箭炮、飞弹等重装备列队快速通过红场，之后还进行了空军30多架战机的检阅。参加2008年阅兵式的部队达到6000人，俄罗斯国防部为所有参加阅兵式的军人准备了新式军服。这次阅兵是俄罗斯政府力排众议，决定重装备参加检阅的首次红场阅兵。苏联时期的重装备阅兵分左右两路进入红场参阅，但由于20世纪90年代俄罗斯在红场大批复建苏联时期拆毁的古建筑，其中重装备进入红场参阅的左右侧两路之中的右侧路被复建的伊韦尔门挡住，所以重装备的参阅规模受到了严格限制。曾有些俄罗斯军方人士甚至建议重新拆除伊韦尔门，为重装备开路。但俄罗斯莫斯科市政府表示绝对不会接受这个建议，不过也表示除了进入红场的左侧路外应该再重新寻找一条新的右侧路线。
- 2008年11月7日俄罗斯纪念苏联1941年11月7日红场阅兵举行67周年阅兵式。莫斯科市政府在红场举行的阅兵式，俄罗斯士兵身着二战时期样式的军装在莫斯科红场参加阅兵仪式，纪念1941年11月7日的红场阅兵式举行67周年。莫斯科市长卢日科夫在活动前向克里姆林宫旁的无名烈士墓敬献了鲜花和花圈。卢日科夫还发表讲话，缅怀二战英烈。随后，身着俄罗斯及苏联不同历史时期军服的骑兵、步兵、军校学生以及军乐队列队走过红场。70名曾经参加1941年红场阅兵的老战士身着军服，携家人来到红场，与民众一道参加了当天的活动。

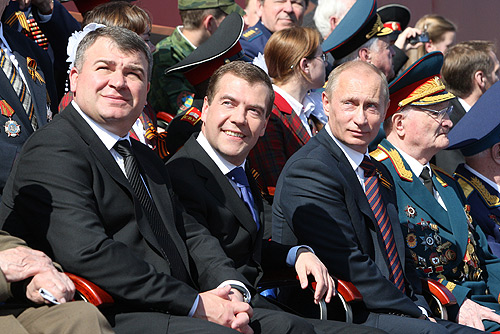
2009年，普京與梅德韋傑夫於主席台觀賞紅場閱兵

- 2009年5月9日俄罗斯纪念苏联卫国战争胜利64周年阅兵式。此次阅兵是自苏联解体以来俄罗斯举行的较大规模的阅兵活动。
- 2009年11月7日俄罗斯纪念苏联1941年11月7日红场阅兵举行68周年阅兵式。

- 2010年5月9日俄罗斯纪念苏联卫国战争胜利65周年阅兵式。此次阅兵是自苏联解体以来俄罗斯举行的最大规模的阅兵活动。值得留意的是，俄羅斯邀請了昔日同盟國的盟友美國、英國、法國和前蘇聯的加盟國參加閱兵且得到各國肯定和派出部隊參與，且美、英、法都有派出軍樂隊加入閱兵軍樂團奏樂，本次阅兵共動員徒步人員11135人、地面裝備161件與軍機127架。
- 2010年11月7日俄罗斯纪念苏联1941年11月7日红场阅兵举行69周年阅兵式。
- 2011年5月9日俄罗斯纪念苏联卫国战争胜利66周年阅兵式。此次阅兵是自苏联解体以来俄罗斯举行的较大规模的阅兵活动。但军事装备的展示较少。
- 2011年11月7日俄罗斯纪念苏联1941年11月7日红场阅兵举行70周年阅兵式。
- 2012年5月9日俄罗斯纪念苏联卫国战争胜利67周年阅兵式。此次阅兵是自苏联解体以来俄罗斯举行的较大规模的阅兵活动。但军事装备的展示较少。值得一提的是，今年在分列式中俄罗斯联邦武装力量三军仪仗队的展示规模有所扩充。
- 2012年11月7日俄罗斯纪念苏联1941年11月7日红场阅兵举行71周年阅兵式。
- 2013年5月9日俄羅斯紀念蘇聯衛國戰爭勝利68周年閱兵式。
- 2013年11月7日俄罗斯纪念苏联1941年11月7日红场阅兵举行72周年阅兵式。
- 2014年5月9日俄羅斯紀念蘇聯衛國戰爭勝利69周年閱兵式。
- 2014年11月7日俄罗斯纪念苏联1941年11月7日红场阅兵举行73周年阅兵式。
- 2015年5月9日俄罗斯纪念苏联卫国战争胜利70周年阅兵式。正逢勝利七十週年與併吞克里米亞，此次阅兵是自苏联解体以来俄罗斯举行的可媲美蘇聯時期的最大规模也最豪華的阅兵活动。除展示一系列新式武器，是次閱兵俄羅斯邀請了各國參與閱兵，但受克里米亞事件影響受到西方各國杯葛，而前蘇聯加盟國、中國和印度部隊則亮相在閱兵之中；本次阅兵共動員徒步人員達15000人、地面裝備194件與軍機145架。
- 2015年11月7日俄罗斯纪念苏联1941年11月7日红场阅兵举行74周年阅兵式。
- 2016年5月9日俄羅斯紀念蘇聯衛國戰爭勝利71周年閱兵式，本次阅兵共動員徒步人員10000人、地面裝備135件與軍機71架。
- 2016年11月7日俄罗斯纪念苏联1941年11月7日红场阅兵举行75周年阅兵式。
- 2017年5月9日俄羅斯紀念蘇聯衛國戰爭勝利72周年閱兵式，本次阅兵共動員徒步人員10001人、地面裝備114件與軍機72架，惟空中分列式因當日莫斯科天候不佳而取消。
- 2017年11月7日俄罗斯纪念苏联1941年11月7日红场阅兵举行76周年阅兵式。
- 2018年2月2日俄罗斯纪念苏联1943年斯大林格勒解放75周年阅兵式。
- 2018年5月9日俄羅斯紀念蘇聯衛國戰爭勝利73周年閱兵式，本次阅兵共動員徒步人員13046人、地面裝備159件與軍機75架。
- 2018年11月7日俄罗斯纪念苏联1941年11月7日红场阅兵举行77周年阅兵式。
- 2019年5月9日俄羅斯紀念蘇聯衛國戰爭勝利74周年閱兵式，本次阅兵共動員徒步人員13083人、地面裝備132件與軍機74架，惟空中分列式因當日莫斯科天候不佳而取消。
- 2019年11月7日俄罗斯纪念苏联1941年11月7日红场阅兵举行78周年阅兵式。
- 2020年6月24日俄罗斯纪念苏联卫国战争胜利75周年阅兵式。此次阅兵本应于当年5月9日举行，受COVID-19疫情影响而推迟至6月24日举行。本次阅兵共動員徒步人員13008人，地面裝備216件與軍機75架。
- 2021年5月9日俄罗斯纪念苏联卫国战争胜利76周年阅兵式，本次阅兵共動員徒步人員12018人、地面裝備191件與軍機76架。
- 2022年5月9日俄羅斯紀念蘇聯衛國戰爭勝利77周年閱兵式，本次阅兵共動員徒步人員11000人、地面裝備131件與軍機77架，惟空中分列式俄官方稱因當日莫斯科天候不佳而取消。
- 2023年5月9日俄罗斯纪念苏联卫国战争胜利78周年阅兵式。
- 2024年5月9日俄罗斯纪念苏联卫国战争胜利79周年阅兵式，在阅兵中，共有9000名军人和75件军事装备参与。

## 海军閱兵
- 2008年7月31日俄罗斯海军节海军阅兵式。俄罗斯海军列宁格勒海军基地司令表示，庆祝俄海军日，俄罗斯波罗的海舰队10艘军舰在圣彼得堡参加了海上阅兵。
- 2009年7月31日俄罗斯海军节海军阅兵式。据悉，有美国海军的高级指挥官也参加了今年俄罗斯海军节海上阅兵。在夜晚，符拉迪沃斯托克，圣彼得堡等地还燃放烟花纪念这一节日。
- 2010年7月31日俄罗斯海军节海军阅兵式。
- 2017年7月30日俄罗斯海军节海军阅兵式。在圣彼得堡市涅瓦河水域和喀琅施塔得岛附近海域两地举行，波罗的海舰队、黑海舰队、北方舰队、太平洋舰队和里海分舰队的5000多名军人参加。俄罗斯总统普京检阅了阅兵式。这是苏联解体以来俄总统首次参加海军节阅兵。
- 2019年7月28日俄罗斯海军节海军阅兵式。俄全国多地当天举行隆重仪式庆祝海军成立323周年，总计有150多艘各式军舰、约80架航空器和超过1.5万名官兵参加。来自俄四大舰队和里海区舰队的军舰参加了当天在圣彼得堡举行的阅舰式。此次阅舰式共有超过4000名军人以及43艘军舰、潜艇参加，其中不乏俄军最新战舰。首次参加阅舰式的包括最新型“瓦西里·贝科夫”号巡逻舰、“斯捷列古什”号多用途护卫舰、小型反潜舰及“弗拉季高加索”号常规潜艇。最引人关注的是，被称为俄罗斯神盾舰的“卡萨托诺夫海军上海”号护卫舰也参加阅舰式。[1]
- 2020年7月26日俄罗斯海军节海军阅兵式。

## 照片集錦

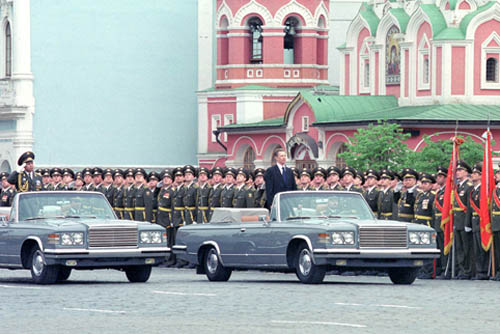
卫国战争胜利56周年阅兵:阅兵式检阅开始莫斯科军区司令向国防部长报告
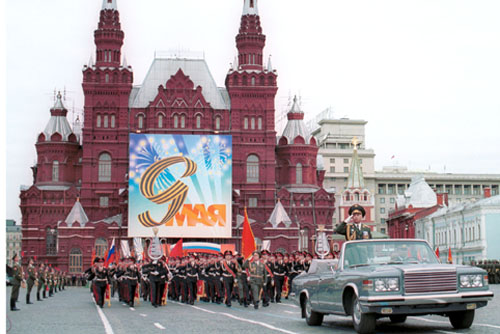
卫国战争胜利56周年阅兵:分列式开始苏沃洛夫军校学员鼓乐队率先正步走过红场
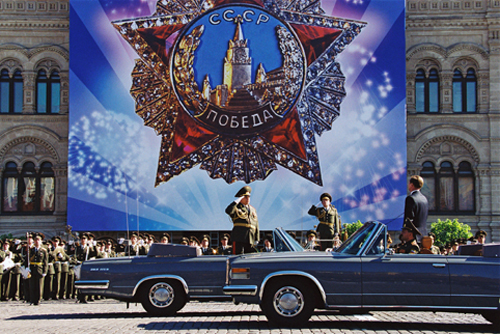
卫国战争胜利57周年阅兵:阅兵式检阅开始莫斯科军区司令向国防部长报告
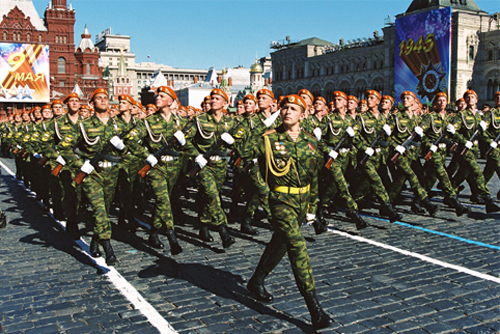
卫国战争胜利57周年阅兵:徒步方阵正步走过红场
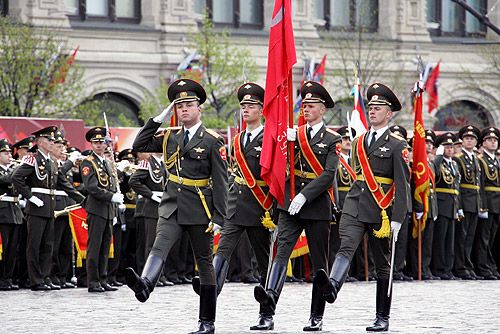
卫国战争胜利60周年阅兵式,4名仪仗队员护着胜利旗正步走过红场。
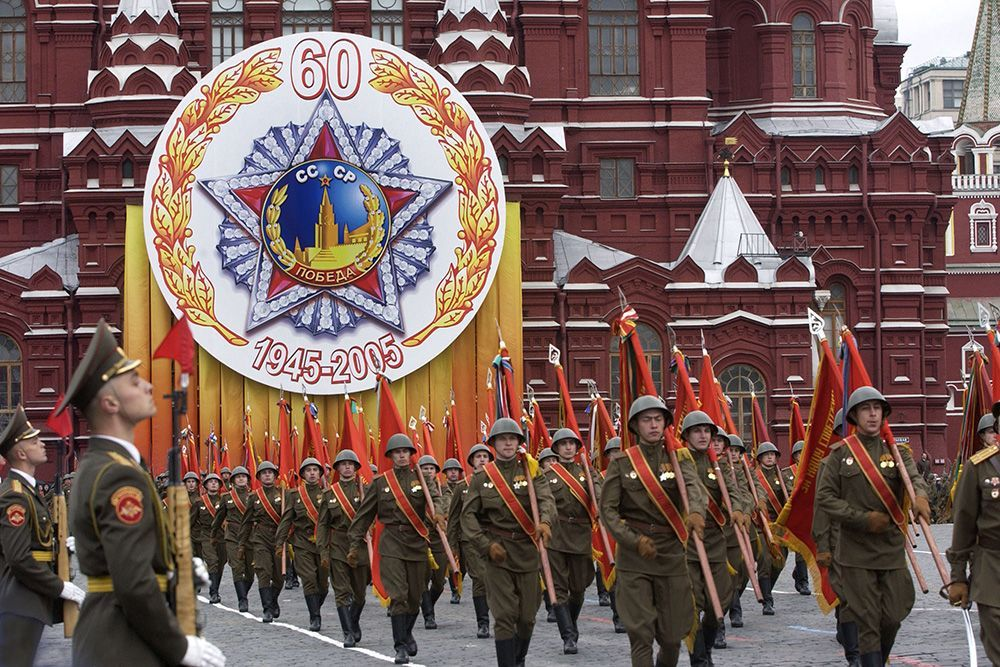
卫国战争胜利60周年阅兵式场景:卫国战争时期战旗方阵通过红场
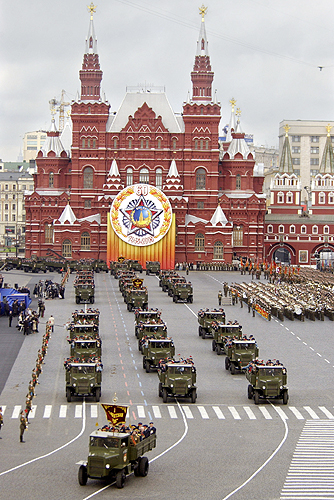
卫国战争胜利60周年阅兵:二战老兵乘卡车通过莫斯科红场
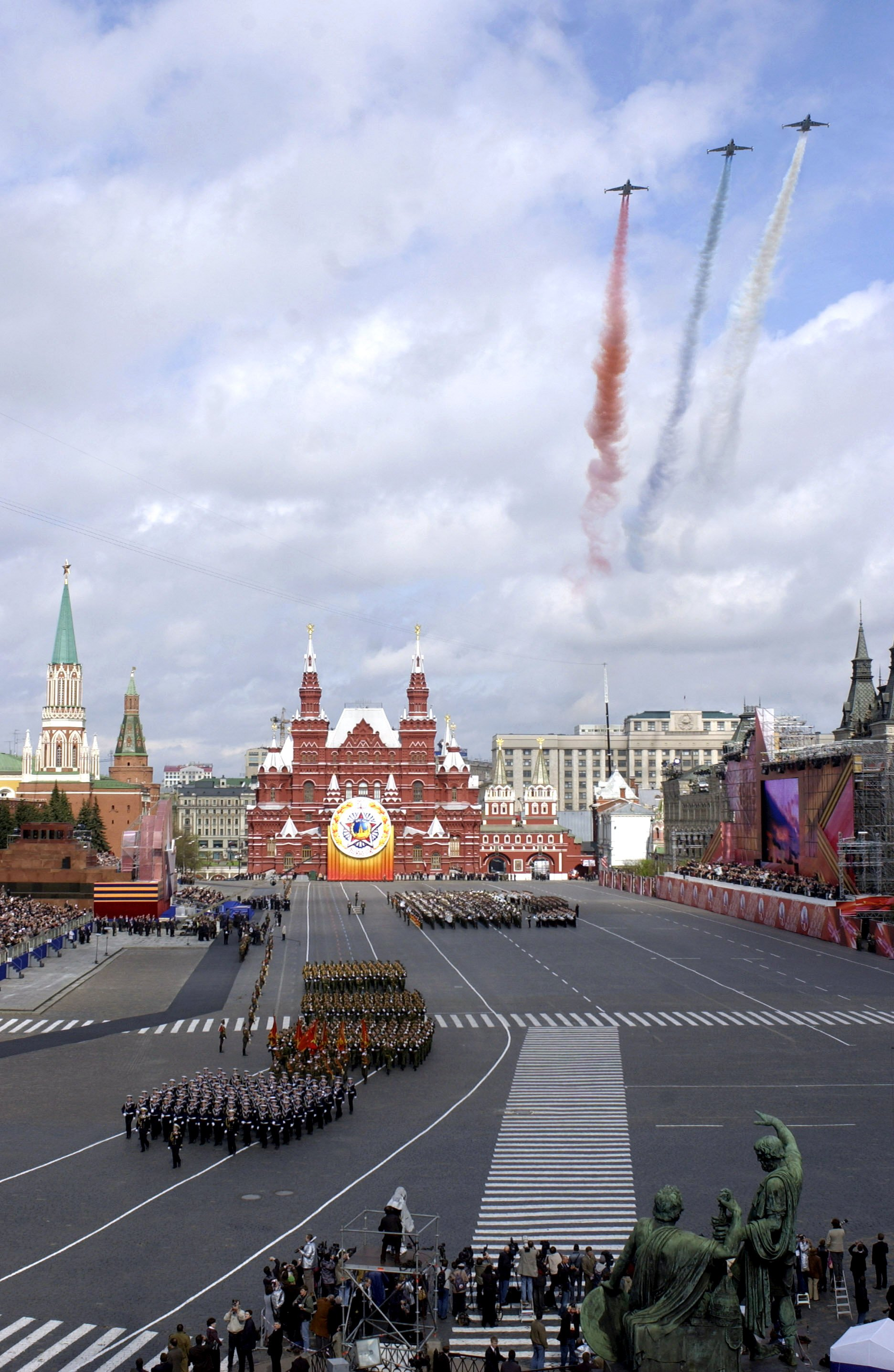
卫国战争胜利60周年阅兵:飞机通过莫斯科红场上空施放烟雾
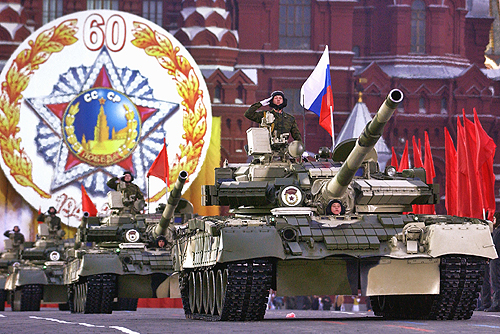
卫国战争胜利60周年阅兵:坦克通过莫斯科红场为阅兵式后的庆祝晚会造势
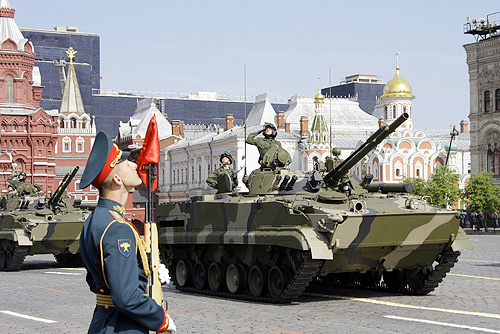
卫国战争胜利63周年阅兵式场景:步兵战车通过莫斯科红场
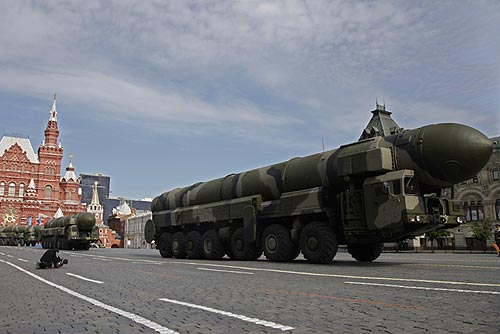
卫国战争胜利63周年阅兵式场景:洲际飞弹车通过莫斯科红场
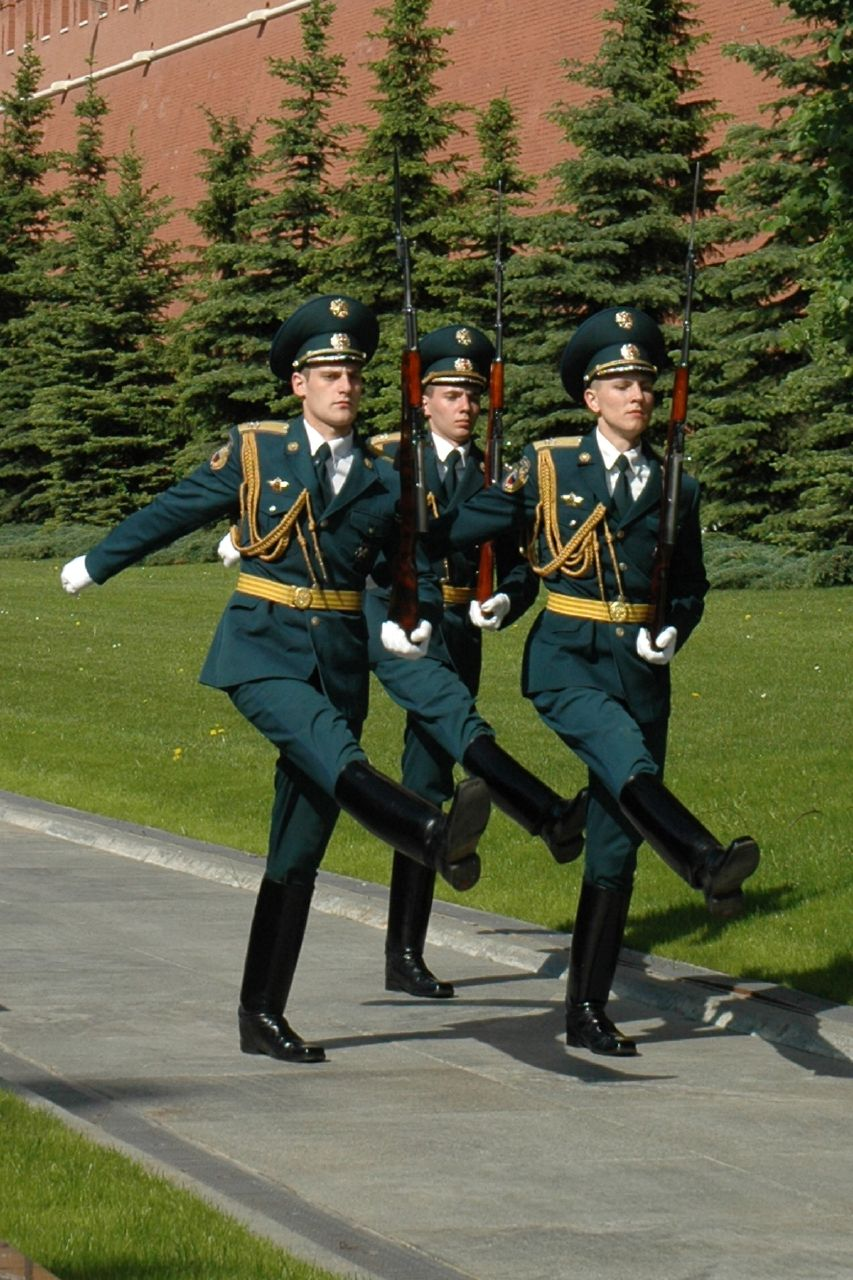
走正步的俄罗斯联邦克里姆林宫总统卫队莫斯科红场无名烈士墓一号哨位卫兵
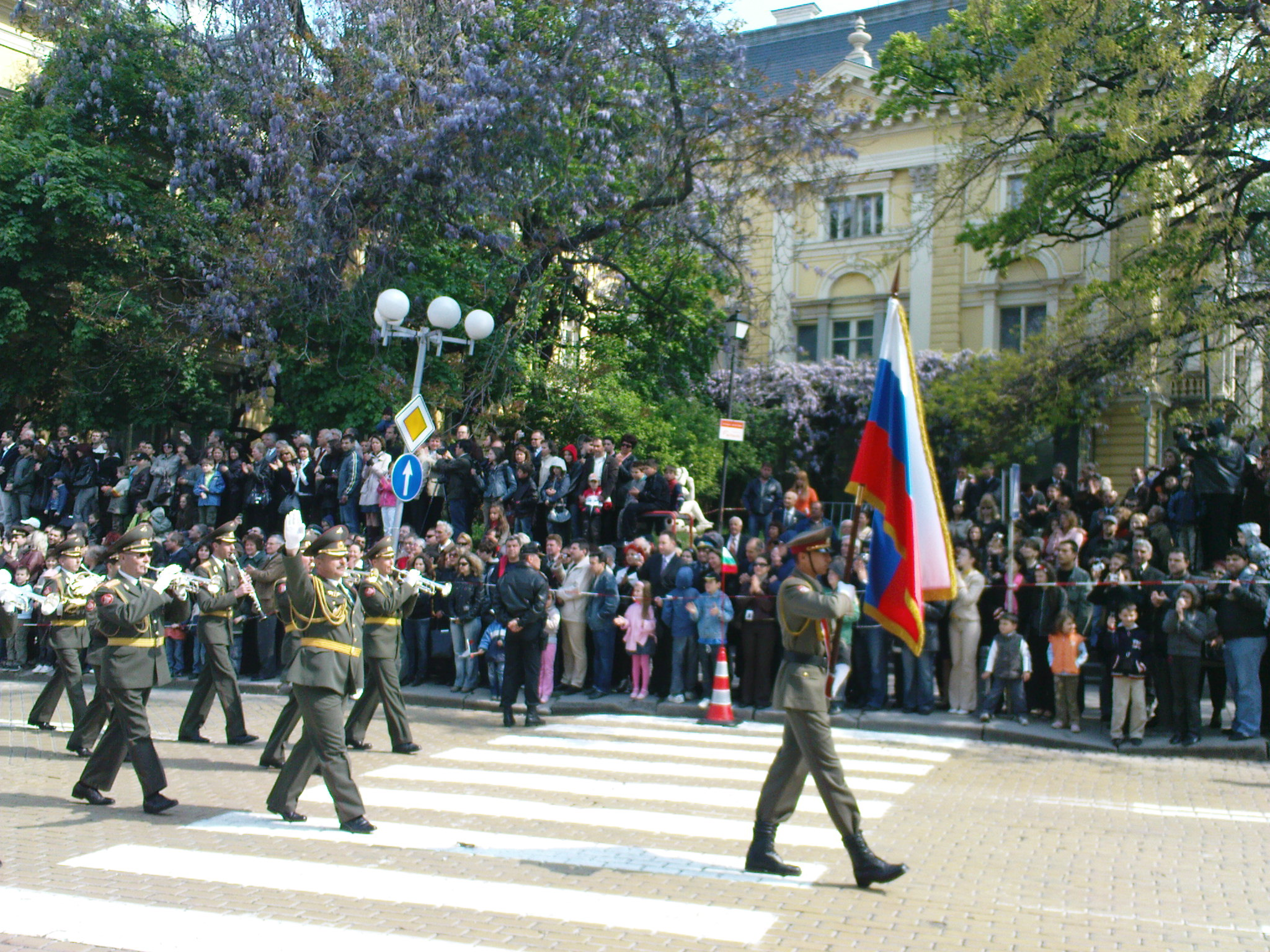
齐步走的俄罗斯联邦莫斯科军区军乐团
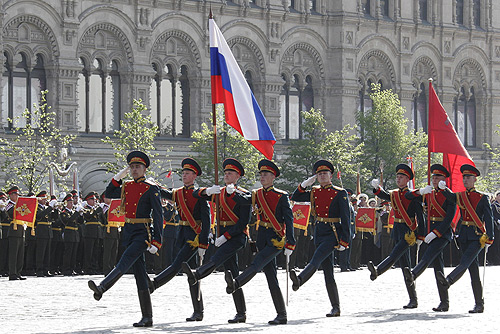
卫国战争胜利64周年阅兵式场景:迎军旗式８名仪仗队员护着俄罗斯国旗和胜利旗率先正步走过红场
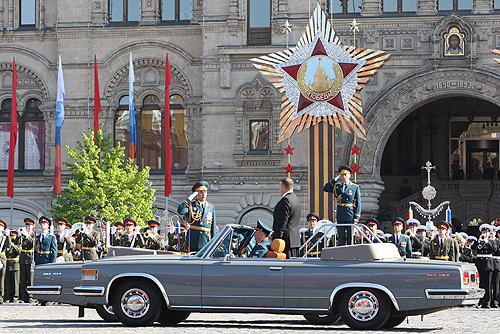
卫国战争胜利64周年阅兵式场景:阅兵式检阅开始莫斯科军区司令向国防部长报告
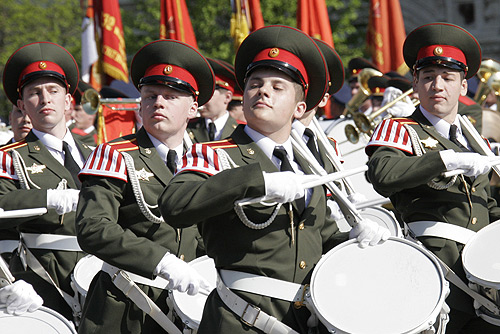
卫国战争胜利64周年阅兵式场景:徒步鼓乐队方阵率先正步走过红场
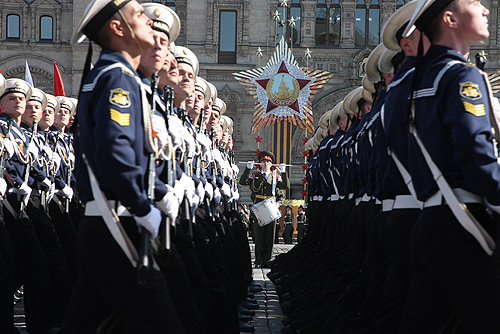
卫国战争胜利64周年阅兵式场景:徒步方阵正步走过红场
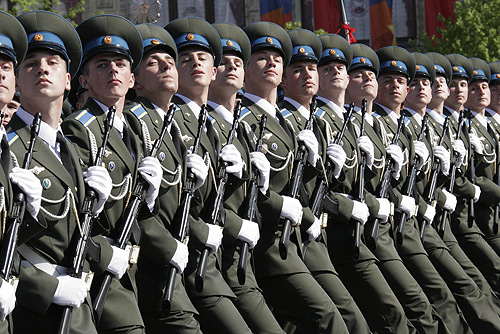
卫国战争胜利64周年阅兵式场景:徒步方阵正步走过红场
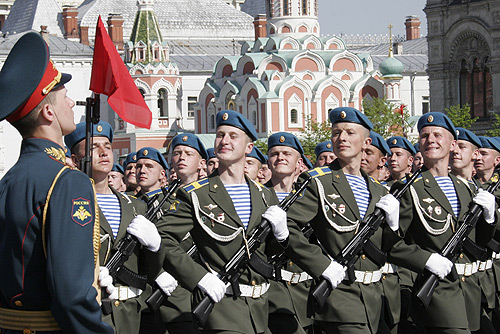
卫国战争胜利64周年阅兵式场景:徒步方阵正步走过红场
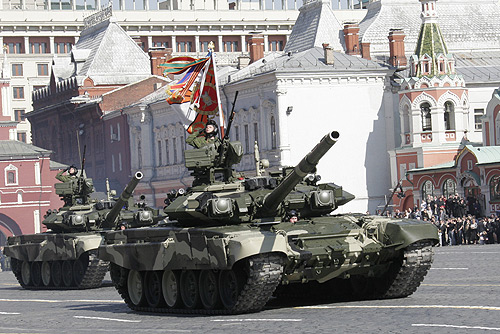
卫国战争胜利64周年阅兵式场景:坦克列队快速通过红场
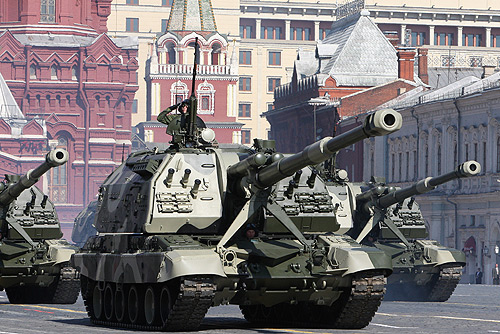
卫国战争胜利64周年阅兵式场景:自走跑列队快速通过红场
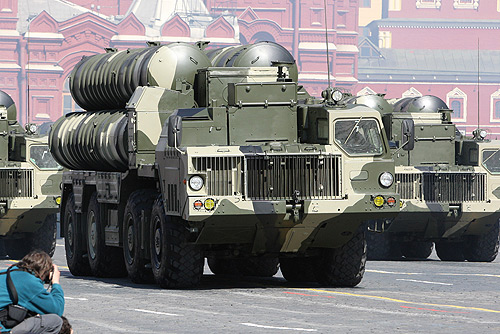
卫国战争胜利64周年阅兵式场景:飞弹车列队快速通过红场
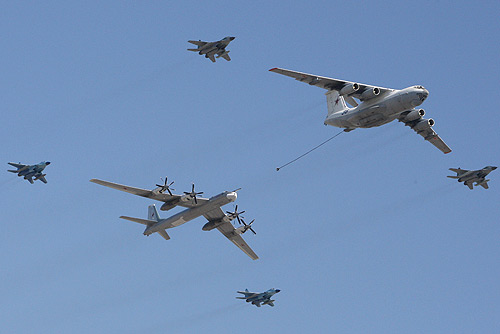
卫国战争胜利64周年阅兵式场景:战机空中编队快速飞过红场上空
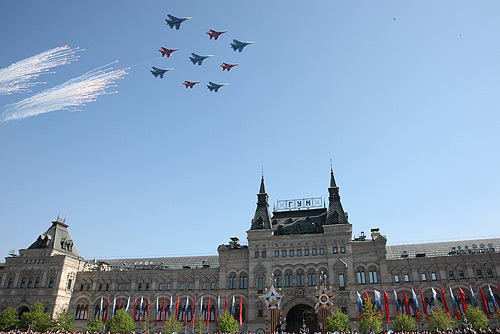
卫国战争胜利64周年阅兵式场景:战机空中编队快速飞过红场上空
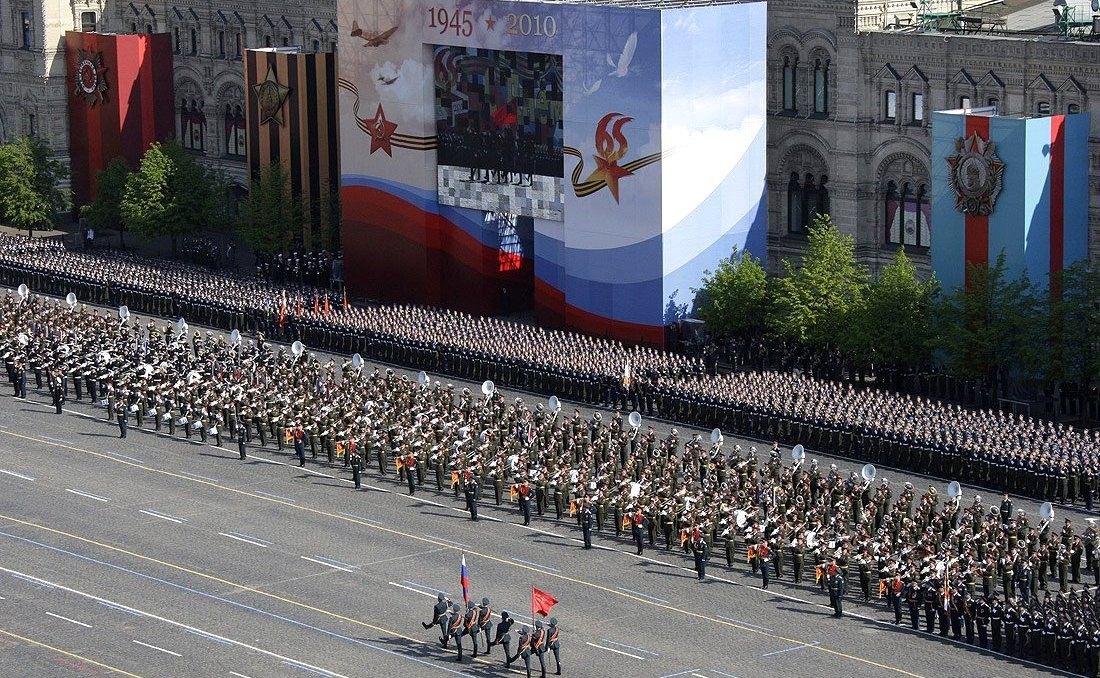
卫国战争胜利65周年阅兵式场景:徒步方阵正步走过红场
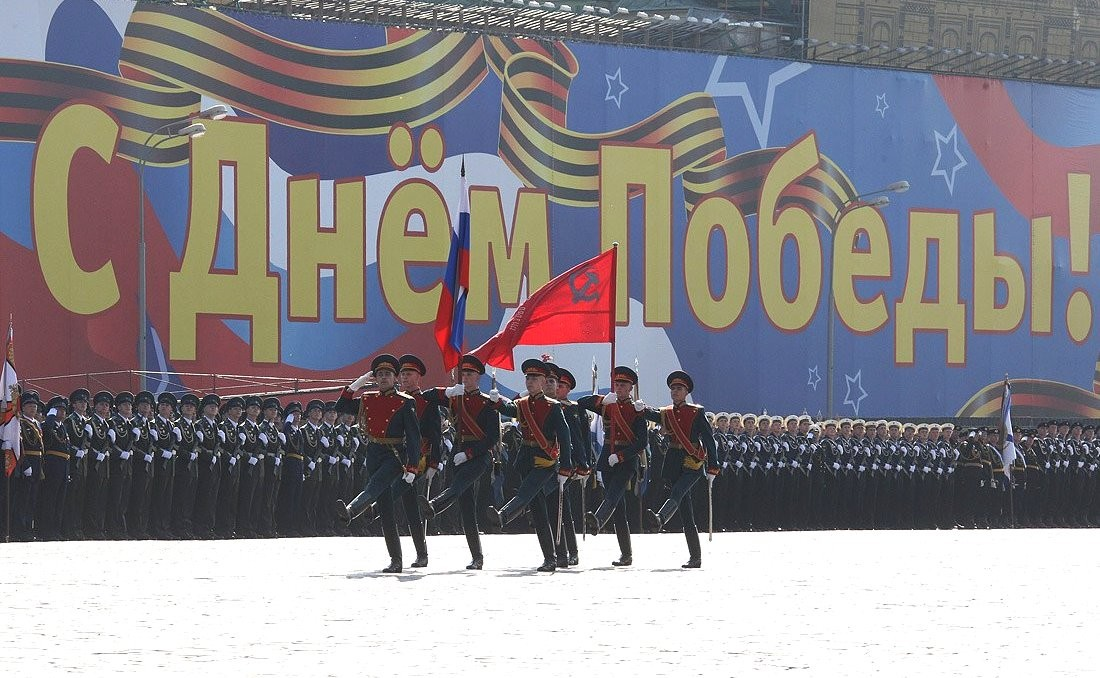
卫国战争胜利65周年阅兵式场景:俄罗斯国旗和胜利旗率先正步走过红场
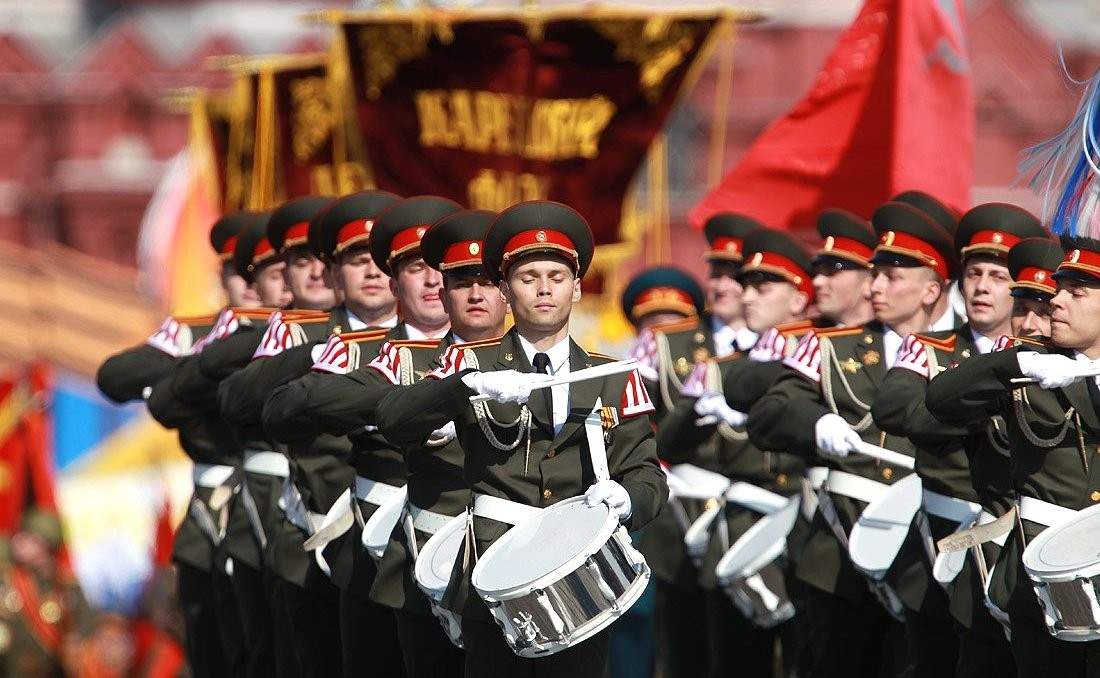
卫国战争胜利65周年阅兵式场景:徒步方阵正步走过红场
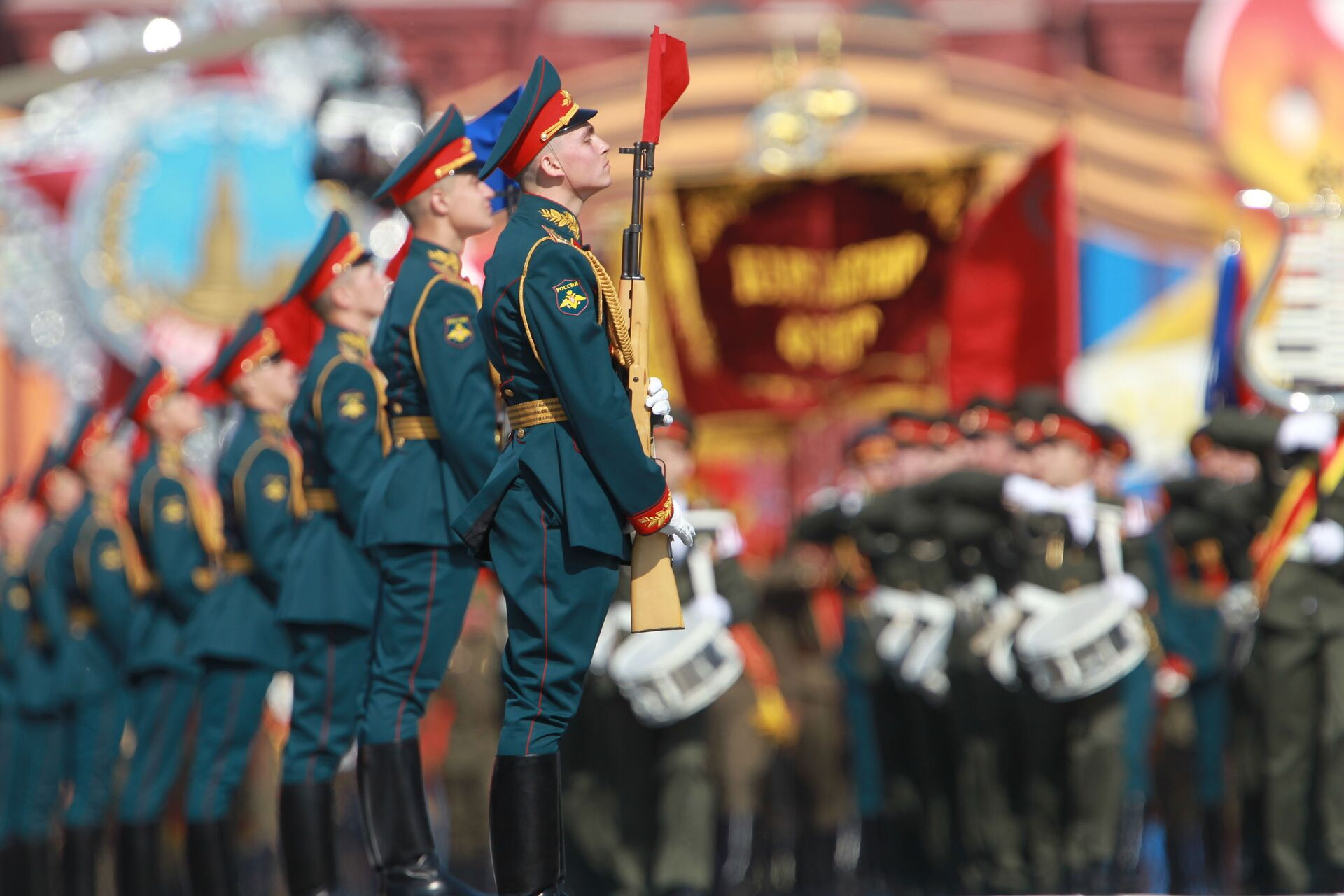
卫国战争胜利65周年阅兵式场景:徒步方阵正步走过红场
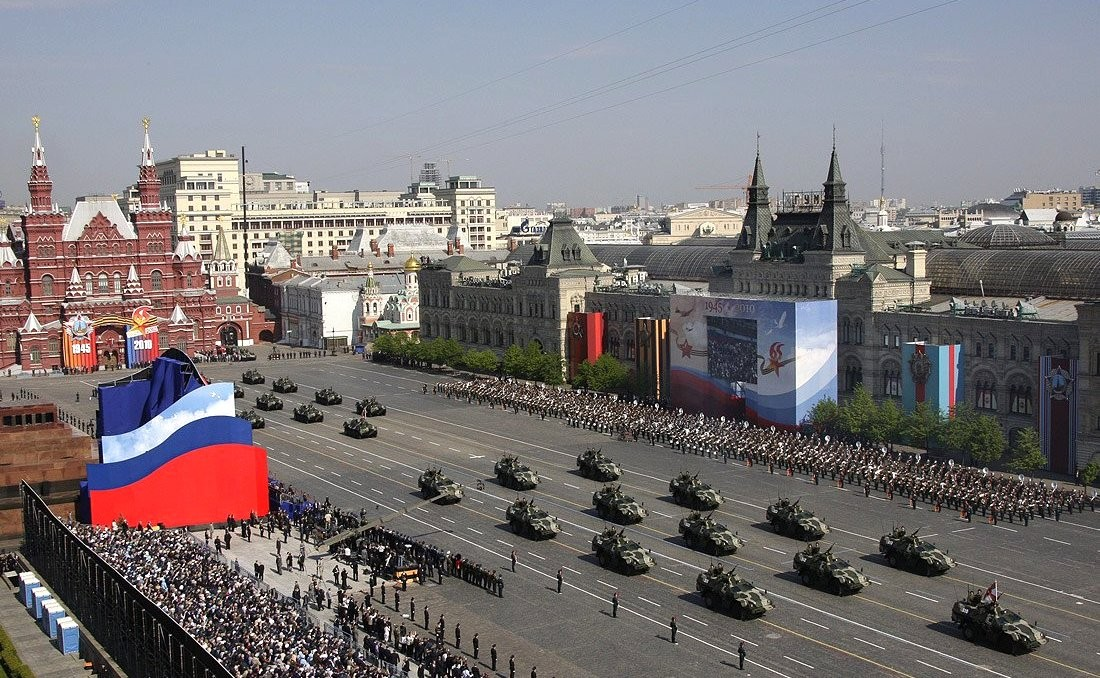
卫国战争胜利65周年阅兵式场景:坦克装甲车辆列队快速通过红场
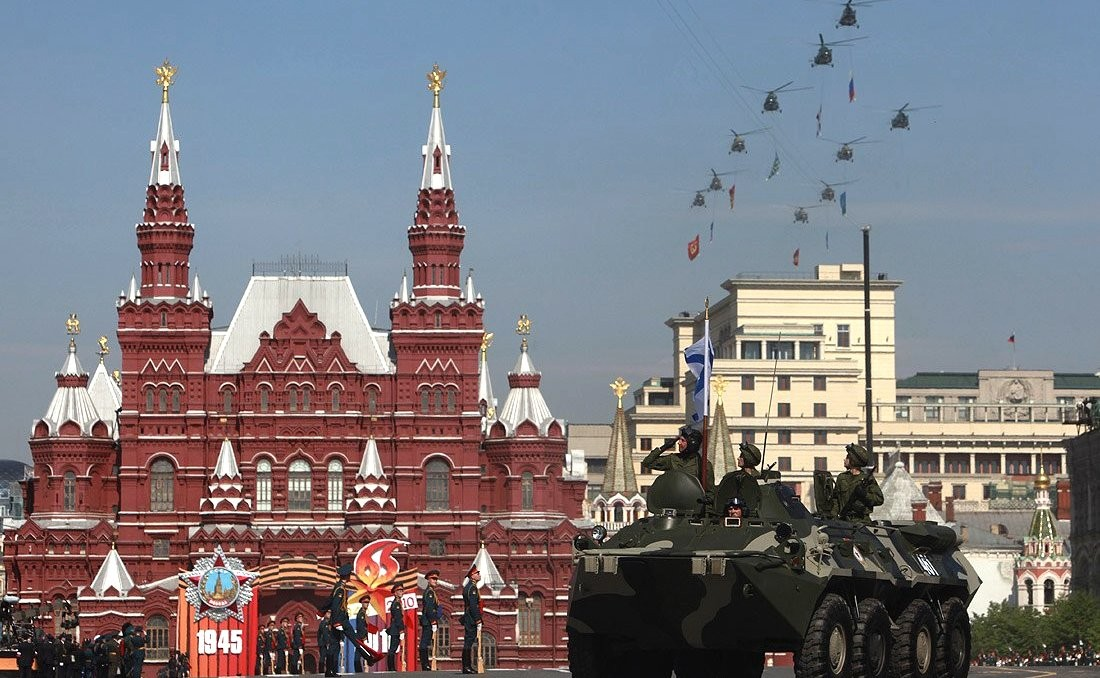
卫国战争胜利65周年阅兵式场景:坦克装甲车辆列队快速通过红场
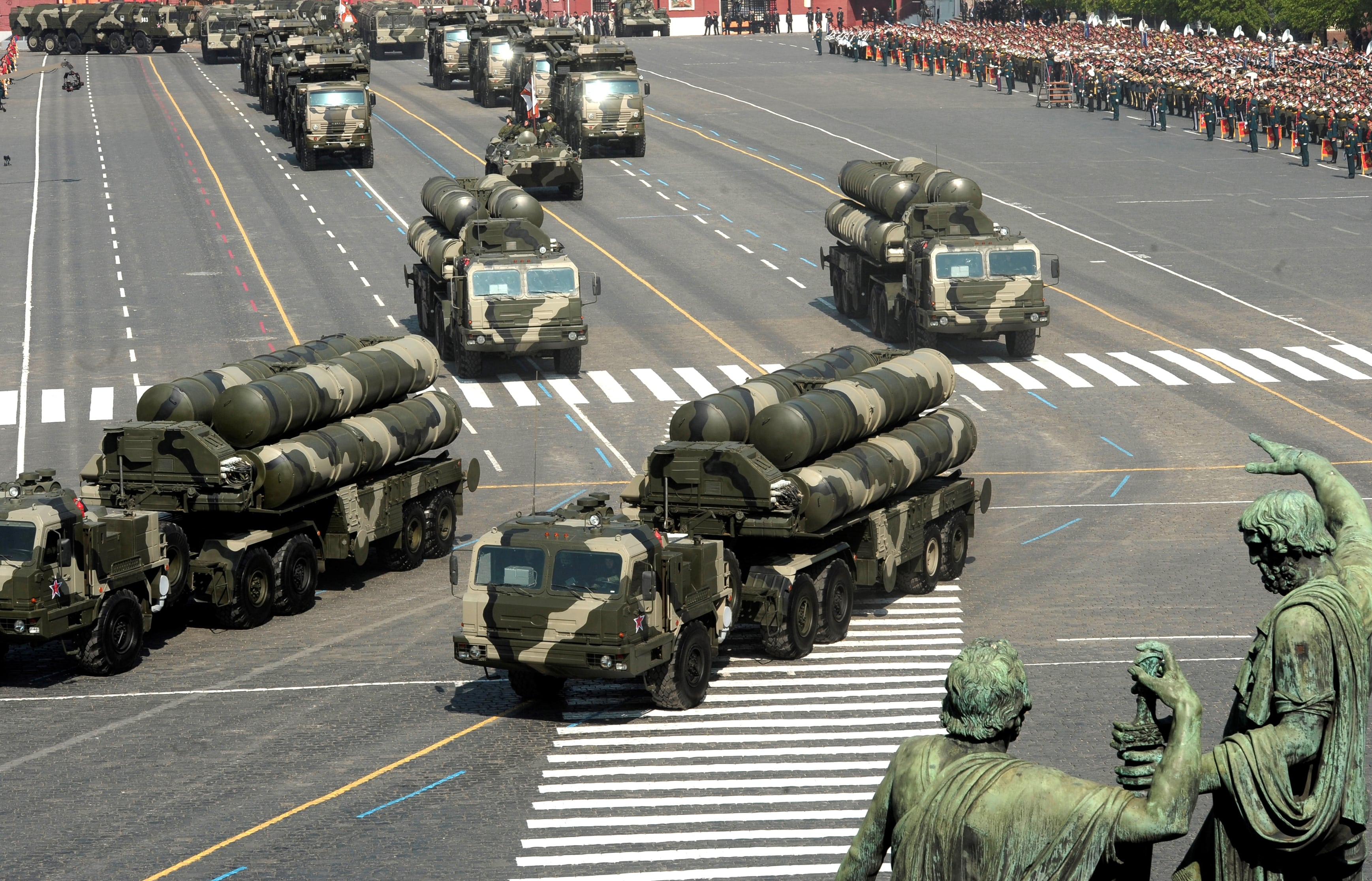
卫国战争胜利65周年阅兵式场景:飞弹车列队快速通过红场
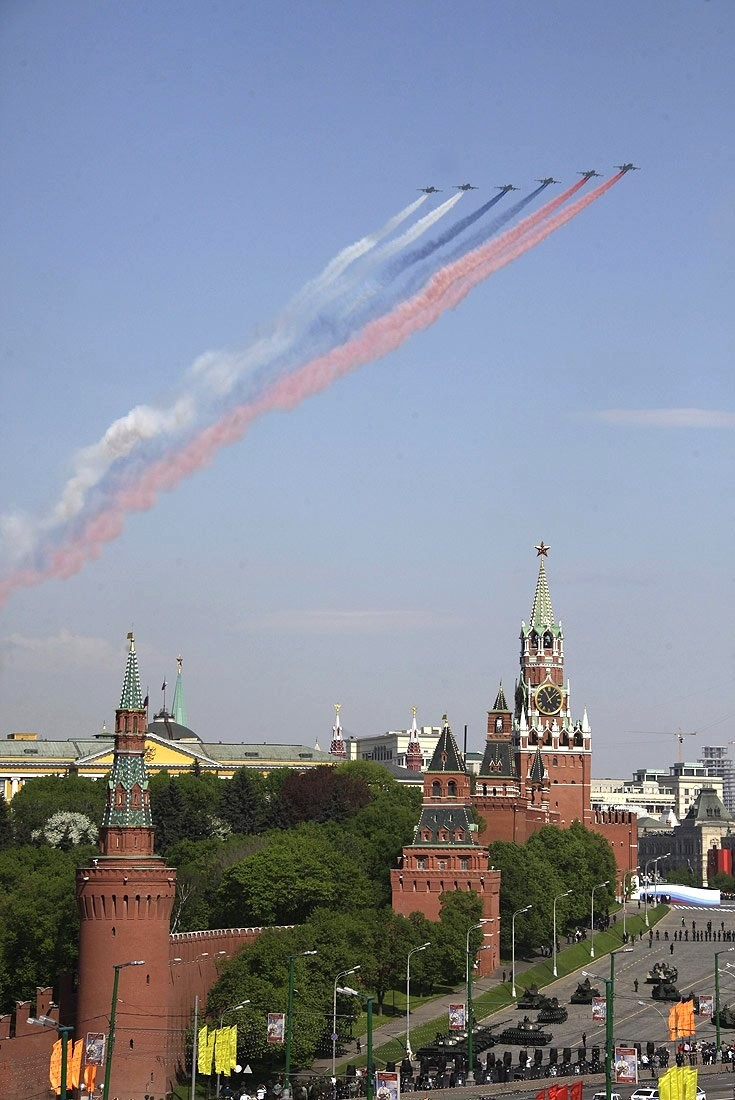
卫国战争胜利65周年阅兵式场景:战机空中编队快速飞过红场上空
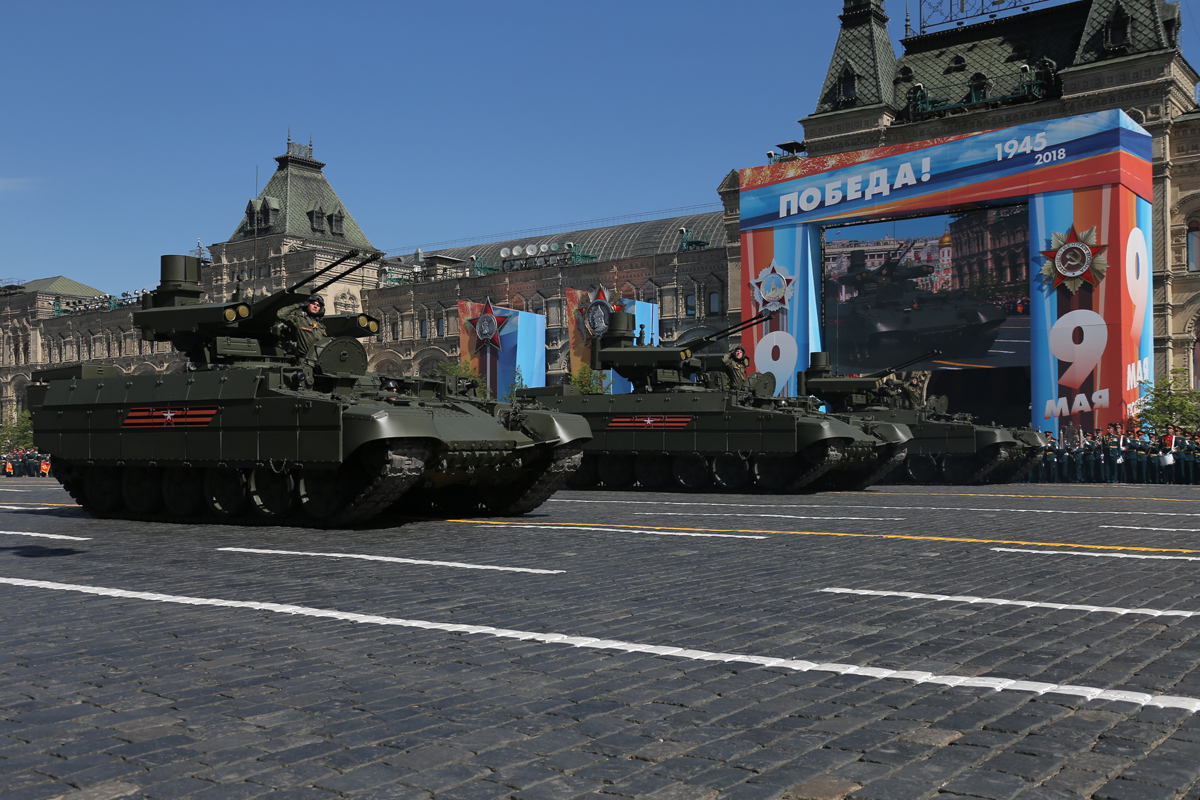
卫国战争胜利73周年阅兵式场景:坦克装甲车辆列队快速通过红场